# Lijst van premiers van Brunei
Dit is een lijst met de eerste ministers van Brunei. Zij worden niet gekozen, maar aangewezen door de sultans. Sinds de onafhankelijkheid in 1984 is de titel van eerste minister veranderd in minister-president en heeft de sultan zichzelf aangewezen in die positie. Dit is het overzicht voor zover bekend:

## Premiers van Brunei (1947-heden)
| Premier | Premier                                                            | Ambtstermijn            |
| ------- | ------------------------------------------------------------------ | ----------------------- |
|         | Omar Ali Saifuddin Sa'adul Khairi Waddien                          | 1947-1959               |
|         | Pekin Dato Perdana Menteri Dato Paduka Haji Ibrahim                | 1959-1962               |
|         | Dato Seri Paduka Haji Marsal bin Maun                              | 1962-1967               |
|         | Dato Pengiran Muhammad Yusuf bin Abdul Rahim                       | 1967-1972               |
|         | Pengiran Dipa Negara Laila Diraja Pengiran Abdul Mumin             | 1972-1981               |
|         | Pehin Orang Kaya Laila Wijaya Dato Haji Abdul Aziz Umar waarnemend | 1981 - 31 december 1983 |
|         | Hassanal Bolkiah (1946)                                            | 1 januari 1984 - heden  |